# Jennifer Valente
Jennifer Valente, född den 24 december 1994 i San Diego, Kalifornien, är en amerikansk tävlingscyklist.
Hon tog OS-silver i lagförföljelse i samband med de olympiska tävlingarna i cykelsport 2016 i Rio de Janeiro.. Vid sommarspelen i Tokyo 2021 vann Valente en guldmedalj i omnium och en bronsmedalj i lagförföljelse. Vid OS 2024 tog hon guld i lagförföljelse och försvarade sitt guld i omnium.